# Bohusposten
Bohusposten var en svensk dagstidning, som numera är nättidning.
Tidningen grundades 1910 som en moderat tidning och utkom då med tre nummer i veckan (1920-1923 med fyra), och blev dagstidning i december 1936. Tidningen ägdes av ett aktiebolag och utgivare var från 1944 T. Berglund.
Tidningen lades ner 1952, men återuppstod 1973 under en kort tid som politiskt obunden tidning. 2013 återuppstod tidningen på nytt som nättidning.